# إميل أرتين
إميل أرتين (بالألمانية: Emil Artin) هو عالم رياضيات نمساوي أمريكي من أصل أرميني.

## تأثيره وأعماله
يعتبر مؤسس الجبر المجرد الحديث إلى جانب إيمي نويثر.

## وصلات خارجية
- إميل أرتين على موقع الموسوعة البريطانية (الإنجليزية)